# Championnats d'Amérique du Sud d'athlétisme 1933
Navigation
Édition précédente Édition suivante
Les 8e Championnats d'Amérique du Sud d'athlétisme ont eu lieu en 1933 à Montevideo.

## Résultats

### Hommes
| Épreuves                | Or                                      | Argent                                    | Bronze                                |
| ----------------------- | --------------------------------------- | ----------------------------------------- | ------------------------------------- |
| 100 mètres              | José de Almeida (BRA) 10 s 6            | Juan Maglio (ARG) 10 s 6                  | José Vicente Salinas (CHI) 11 s 0     |
| 200 mètres              | José Vicente Salinas (CHI) 21 s 7       | José de Almeida (BRA) ? s                 | Antonio Sande (ARG) ? s               |
| 400 mètres              | José Vicente Salinas (CHI) 48 s 4       | Héctor Domínguez (URU) 49 s 2             | Juan Anderson (ARG) 49 s 2            |
| 800 mètres              | Juan Anderson (ARG) 1 min 57 s 8        | Hermenegildo Del Rosso (ARG) 1 min 58 s 6 | Carlos Gallardo (ARG) 1 min 59 s 6    |
| 1 500 mètres            | Belisario Alarcón (CHI) 4 min 02 s 6    | Hermenegildo Del Rosso (ARG) 4 min 05 s 2 | Juan Carballeira (ARG) 4 min 06 s 4   |
| 3 000 mètres            | Luis Oliva (ARG) 8 min 51 s 6           | ?. Martínez (ARG) 9 min 12 s 2            | Eusebio Guiñez (ARG) ? min            |
| 5 000 mètres            | Roger Ceballos (ARG) 15 min 14 s 6      | Luis Oliva (ARG) 15 min 17 s 6            | Eusebio Guiñez (ARG) ? min            |
| 10 000 mètres           | Eusebio Guiñez (ARG) 33 min 08 s 0      | Belisario Alarcón (CHI) 33 min 23 s 6     | Roger Ceballos (ARG) ? min            |
| 20 miles                | Manuel Plaza (CHI) 1 h 59 min 15        | José Ribas (ARG) 2 h 02 min 39            | Fernando Cicarelli (ARG) NTT          |
| 110 mètres haies        | Sylvio Padilha (BRA) 14 s 8             | Miguel Aldatz (ARG) 14 s 8                | Juan Lavenás (ARG) ? s                |
| 400 mètres haies        | Sylvio Padilha (BRA) 54 s 0             | Gerardo Lorenzo (ARG) 55 s 4              | Héctor Domínguez (URU) 56 s 2         |
| Saut en hauteur         | Alfonso Burgos (CHI) 1,85 m             | Luis Bosetti (ARG) 1,80 m                 | Julio Bastón (URU) 1,80 m             |
| Saut à la perche        | Diego Pajmaevich (ARG) 3,95 m           | Lúcio de Castro (BRA) 3,80 m              | Pedro Furné (ARG) 3,30 m              |
| Saut en longueur        | Héctor Berra (ARG) 7,26 m               | Mario Cardoso (URU) 6,465 m               | Ramón Quesada (ARG) 6,46 m            |
| Triple saut             | Tomás Diz (ARG) 13,80 m                 | Pedro Aizcorbe (ARG) 13,75 m              | Julio Bastón (URU) 13,66 m            |
| Lancer de poids         | Rodolfo Butori (ARG) 14,145 m           | Héctor Benapres (CHI) 13,52 m             | Antônio Lyra (BRA) 13,485 m           |
| Lancer du disque        | Héctor Benapres (CHI) 43,88 m           | Pedro Elsa (ARG) 40,93 m                  | Bento Barros (BRA) 40,15 m            |
| Lancer du marteau       | Federico Kleger (ARG) 53,51 m           | Antonio Barticevic (CHI) 45,53 m          | Juan Fusé (ARG) 45,00 m               |
| Lancer du javelot       | Efraín Santibáñez (CHI) 58,10 m         | Julio Diturbide (ARG) 56,58 m             | José Pergañeda (ARG) 56,10 m          |
| Décathlon               | Diego Pajmaevich (ARG) 5 759,230 points | Raimundo Guiñazu (ARG) 4 724,580 points   | Seulement 2 compétiteurs ont concouru |
| Relais 4 × 100 mètres   | Uruguay 44 s 0                          | Brésil 45 s 5                             | seules 2 équipes ont fini la course   |
| relais 4 × 400 mètres   | Argentine 3 min 25 s 0                  | Uruguay 3 min 27 s 2                      | seules 2 équipes ont concouru         |
| 3 000 mètres par équipe | Argentine                               | Uruguay                                   | seules 2 équipes ont concouru         |
| Cross-country           | Manuel Plaza (CHI) 39 min 11 s 6        | Fernando Cicarelli (ARG) 39 min 16 s 4    | Belisario Alarcón (CHI) ? min         |

### Femmes
Les épreuves féminines ne débuteront pas avant 1939.

## Tableau des médailles
| Rang | Nation    | Or | Argent | Bronze | Total |
| ---- | --------- | -- | ------ | ------ | ----- |
| 1    | Argentine | 12 | 14     | 13     | 39    |
| 2    | Chili     | 8  | 3      | 2      | 13    |
| 3    | Brésil    | 3  | 3      | 2      | 8     |
| 4    | Uruguay   | 1  | 4      | 3      | 8     |

L'Argentine marque donc 145 points, le Chili 54 points et l'Uruguay finit 3e avec 36 points.